# بطولة ويمبلدون 1987
هنا قائمة ببطولات ويمبلدون لسنة 1987:

## الكبار

### فردي رجال
بات كاش هزم  إيفان ليندل, 7-6(7-5), 6-2, 7-5

### فردي سيدات
مارتينا نافراتيلوفا هزم  شتيفي غراف, 7-5, 6-3

### زوجي رجال
كين فلاتش و روبرت سيغوسو هزم  سيرجيو كاسال و إيميلو سانشيز, 3-6, 6-7(6-8), 7-6(7-3), 6-1, 6-4

### زوجي سيدات
كلاوديا كوهدي كايلش و هيلينا سوكوفا هزم  بيتسي ناغيلسن و إليزابيث سمايلي, 7-5, 7-5

### زوجي مختلط
جيرمي باتس و جو ديوري هزم  دارين كاهيل و نيكول بروفيس, 7-6(12-10), 6-3

## الشباب

### فردي أولاد
دييغو نارغايسو هزم  جيسون ستولتنبيرغ 7-6(8-6) 6-4

### فردي بنات
ناتاشا زفيريفا هزم  جولي هالارد, 6-4, 6-4

### زوجي أولاد
جيسون ستولتنبيرغ و تود وودبريدج هزم  دييغو نارغايسو و إيوغنيو روسي, 6-3, 7-6(7-2)

### زوجي بنات
ناتاليا ميدفيديفا و ناتاشا زفيريفا هزم  إل سون كيم و باوليتا مورينو, 6-2, 5-7, 6-0